# Kyōkyoku Shinka Shita Full Dive RPG ga Genjitsu Yorimo Kuso-Ge Dattara
Kyōkyoku Shinka Shita Full Dive RPG ga Genjitsu Yorimo Kuso-Ge Dattara (究極進化したフルダイブRPGが現実よりもクソゲーだったら Kyōkyoku Shinka Shita Furu Daibu RPG ga Genjitsu Yorimo Kuso-Ge Dattara?) es una serie de novelas ligeras japonesas escritas por Light Tuchihi e ilustradas por Youta. Media Factory la ha publicado desde agosto de 2020 bajo su sello MF Bunko J. Una adaptación a manga de Kino comenzó a serializarse en la revista Gekkan Comic Alive de Media Factory el 27 de enero de 2021. Una adaptación al anime producida por el estudio ENGI se estrenó el 7 de abril de 2021.

## Personajes
Hiro Yūki (結城宏 Yūki Hiro?)
 Seiyū: Daiki Yamashita, Diego Becerril (español latino)
Hiroshi es un estudiante de secundaria que es engañado para que compre Kiwame Quest por la gerente de la tienda de juegos, Reona Kisaragi. En el pasado fue miembro del equipo de atletismo que renunció luego de un incidente desafortunado y le gusta jugar VRMMORPG para escapar de la realidad. Su nombre de jugador es Hiro.
Reona Kisaragi (如月玲於奈 Kisaragi Reona?)
 Seiyū: Ayana Taketatsu, Karina Altamirano (español latino)
Reona es la gerente de una tienda de juegos que engaña a Hiroshi para que compre Kiwame Quest. A ella le gusta burlarse de él y su avatar en el juego es el de un hada de apoyo. Ella intenta apoyar a Hiro tanto como puede mientras juega, eleva su espíritu o le da consejos tácticos. Prometió casarse con él si logra completar el juego.
Alicia (アリシア Arishia?)
 Seiyū: Fairouz Ai, Wendy Malvárez (español latino)
Alicia es una de las amigas de la infancia de Hiroshi en Kiwame Quest. Tiene un hermano mayor llamado Martin en el juego.  Después de que Hiro accidentalmente mate a su hermano, Alicia comenzó a perseguirlo y quiere matarlo como venganza. Tras revelarse la verdad sobre Tesla, Alicia es asesinada por éste por proteger a Hiro y habiendo decidido perdonarlo.
Mizarisa (ミザリサ?)
 Seiyū: Shiori Izawa, Azucena Miranda (español latino)
Mizarisa es la inquisidora de la ciudad en Kiwame Quest.
Kaede Yūki (結城楓 Yūki Kaede?)
 Seiyū: Aoi Koga, Erika Ugalde (español latino)
Kaede es la hermana menor de Hiro. En el pasado solía admirar a su hermano mayor, pero después del incidente que obliga a Hiro a retirarse del equipo del atletismo, Kaede se volvió verbalmente abusiva con él, haciendo que los dos hermanos no se llevan muy bien. A medida que pasa el tiempo, la relación entre Hiro y su hermana va mejorando.
Martin (マーチン Māchin?)
 Seiyū: Haruki Ishiya, Miguel Ángel Leal (español latino)
Martin es uno de los amigos de la infancia de Hiroshi en Kiwame Quest. También es el hermano mayor de Alicia en el juego. Hiro lo mata accidentalmente, lo cual provoca que Alicia busque venganza.
Ginji (ギンジ?)
 Seiyū: Katsuyuki Konishi, Dafnis Fernández (español latino)
Tesla (テスラ Tesura?)
 Seiyū: Satoshi Hino, Dave Ramos (español latino)
Tesla es el capitán de los guardias de la ciudad de Ted en Kiwame Quest. Originalmente, Tesla se muestra como una persona amable, afable y sobre todo observadora y comprensiva. No obstante, se revela que él y Govern han utilizado el miedo a los duendes como una herramienta para mantener a los aldeanos dentro de la ciudad, para que puedan gobernar y permanecer independientes de los otros reinos en Auberdine. Él no duda en matar a cualquiera que se entera de su plan secreto.
Govern (女王統治 Joō tōchi?)
 Seiyū: Shizuka Itō
Govern es la reina y administradora de la ciudad de Ted. Ella tiene en alta estima a todos los guardias que defienden la Ciudad de Ted y también ha demostrado tener una personalidad coqueta cuando saltó hacia Hiro abrazándolo, mientras presionaba sus pechos contra él en el proceso. Esto es solo una fachada, ya que realmente es una persona fría, que usaba a los duendes como una herramienta para mantener a los aldeanos dentro de la ciudad para que Ted permaneciera independiente del resto de los reinos y ella pudiera gobernar. Es la amante de Tesla. Se ha demostrado que es una tramposa, ya que hizo perder el equilibrio a Hiro, empujándole las piernas para evitar que éste le dé el golpe de gracia a Tesla y poder derrotarlo.
Sōichiro Kamui (神居宗一郎 Kamui Sōichirō?)
 Seiyū: Yoshitsugu Matsuoka
Kamui es el único jugador conocido que ha completado con éxito Kiwame Quest. Reona revela que conoció a Kamui en el pasado, quien le pidió salir con ella, pero Kamui la rechazó porque no le gustan las chicas con pechos grandes.

## Contenido de la obra

### Novela ligera
Tuchihi lanzó la serie de novelas ligeras, con ilustraciones de Youta, bajo el sello MF Bunko J de Media Factory el 25 de agosto de 2020. Ha publicado cuatro volúmenes hasta la fecha.
| Volúmenes de novelas ligeras publicadas | Volúmenes de novelas ligeras publicadas | Volúmenes de novelas ligeras publicadas |
| Número                                  | Fecha de lanzamiento                    | ISBN                                    |
| --------------------------------------- | --------------------------------------- | --------------------------------------- |
| 1                                       | 25 de agosto de 2020                    | ISBN 978-4-04-064807-1                  |
| 2                                       | 25 de diciembre de 2020                 | ISBN 978-4-04-064808-8                  |
| 3                                       | 24 de abril de 2020                     | ISBN 978-4-04-064809-5                  |
| 4                                       | 21 de julio de 2021                     | ISBN 978-4-04-680609-3                  |

### Manga
Una adaptación a manga de Kino comenzó a serializarse en la revista Gekkan Comic Alive de Media Factory el 27 de enero de 2021. Se ha recopilado en dos volúmenes de tankōbon hasta la fecha.
| Volúmenes de manga publicados | Volúmenes de manga publicados | Volúmenes de manga publicados |
| Número                        | Fecha de lanzamiento          | ISBN                          |
| ----------------------------- | ----------------------------- | ----------------------------- |
| 1                             | 21 de mayo de 2021            | ISBN 978-4-04-680594-2        |
| 2                             | 21 de enero de 2022           | ISBN 978-4-04-680941-4        |

### Anime
Una adaptación al anime se anunció el 4 de diciembre de 2020. La serie está animada por ENGI y dirigida por Kazuya Miura, con Kenta Ihara escribiendo los guiones y con Yuta Kevin Kenmotsu a cargo del diseño de los personajes. Se estrenó el 7 de abril de 2021 en AT-X, Tokyo MX, SUN, KBS Kyoto, y BS11. Mayu Maeshima interpreta el tema de apertura "Answer", mientras que Ayana Taketatsu, Fairouz Ai, Shiori Izawa y Aoi Koga interpretan el tema de cierre "Kisuida!." Funimation obtuvo la licencia de la serie. Tras la adquisición de Crunchyroll por parte de Sony, la serie se trasladó a Crunchyroll obteniendo la licencia de la serie fuera de Asia.
El 1 de septiembre de 2021, Funimation anunció que la serie recibió un doblaje en español latino, que se estrenó el 23 de septiembre. Tras la adquisición de Crunchyroll por parte de Sony, el doblaje se trasladó a Crunchyroll.